# Asterix (gra komputerowa 1993)
Asterix – komputerowa gra platformowa wyprodukowana przez Bit Managers i wydana przez firmę Infogrames w 1993 roku na konsole NES, Super NES i Game Boy. Gra jest adaptacją komiksu pt. Asteriks, autorstwa René Goscinnego i Alberta Uderzo oraz części gier z serii bazowanych na licencji.

## Fabuła
Akcja gry toczy się w latach 50. p.n.e. w niewielkiej wiosce w Galii. Pod dowództwem Juliusza Cezara, Galia została okupowana przez Rzymian, a na dodatek porywany zostaje Obelix, najlepszy przyjaciel Asteriksa. Główny bohater nie może na to pozwolić, aby Cezar zgładził amatora dziczyzny poprzez wrzucenie go na arenę pełnych lwów. Asterix wyrusza w niebezpieczną podróż w celu uwolnienia Obeliksa z rąk Rzymian.